# Dansk L'hombre Union
Dansk L'hombre Union er en forening, der organiserer kortspillet l'hombre i Danmark. Unionen har en række medlemsklubber, især i Jylland (10 klubber) og på Fyn (12 klubber), mens der er færre medlemmer øst for Storebælt (3 klubber). Der er også l'hombreklubber, der ikke er medlemmer af unionen.